# Nävlingeåsen
Nävlingeåsen – wzgórza zrębowe w południowej Szwecji, położone we północno-wschodniej części prowincji historycznej (landskap) Skania.
Pasmo Nävlingeåsen rozciąga się na osi północny zachód – południowy wschód na terenie gmin Hässleholm i Kristianstad, od okolic Hässleholmu do terenów położonych na zachód od linii Kristianstad – Tollarp. Wysokość zbudowanych z gnejsów wzgórz wynosi od 20 do ponad 150 m n.p.m. Na południe od Nävlingeåsen rozciąga się pasmo Linderödsåsen. Granice pomiędzy nimi stanowi głęboka dolina rzeki Vramsån. Obie struktury są charakterystyczne dla przecinającej Skanię strefy Teisseyre’a-Tornquista.
Obszar Nävlingeåsen leży w całości w zlewni rzeki Helge å i jest w większości porośnięty lasem liściastym i mieszanym z dużym udziałem buka. Obszar jest stosunkowo słabo zaludniony. Przeważająją niewielkie osady i pojedyncze gospodarstwa. Jedynym tätortem na terenie Nävlingeåsen jest miejscowość Tormestorp niedaleko jeziora Finjasjön na południe od Hässleholmu.